# Tetragnatha longidens
Tetragnatha longidens là một loài nhện trong họ Tetragnathidae.
Loài này thuộc chi Tetragnatha. Tetragnatha longidens được Cândido Firmino de Mello-Leitão miêu tả năm 1945.